# Heinrich Haupt (Politiker)
Heinrich Haupt (* 26. Mai 1948) ist ein hessischer Politiker (SPD). Er war von 1976 bis 1999 Bürgermeister von Bad Zwesten und von 1999 bis 2003 Abgeordneter des Hessischen Landtags. Haupt ist evangelisch, verheiratet und hat drei Kinder.

## Werdegang
Haupt trat 1968 in die SPD ein, wo er von 1977 bis 2011 Vorsitzender des Ortsvereins Bad Zwesten war. Dort war er nach einer Ausbildung zum Inspektor, beim ehemaligen Landratsamt Ziegenhain, zunächst von 1971 bis 1976 als büroleitender Beamter in der Gemeindeverwaltung Bad Zwesten tätig, bevor er 1976 zum damals jüngsten Bürgermeister Hessens gewählt wurde. In seine Amtszeit fiel 1992 die Verleihung des Titels Heilbad verbunden mit dem Namenszusatz „Bad“ an die Gemeinde.
Am 5. April 1999 zog Haupt als bei der Landtagswahl in Hessen 1999 mit 52 % der Erststimmen direkt gewählter Abgeordneter für den Wahlkreis Schwalm-Eder Süd in den Hessischen Landtag ein. Bei der Landtagswahl am 2. Februar 2003 verlor er sein Direktmandat an Reinhard Otto (CDU).
Bis 2011 war Haupt Schatzmeister im Bezirksvorstand der SPD Hessen-Nord. Von 2011 bis 2016 war er Mitglied des Kreistags des Schwalm-Eder-Kreises. 

## Ehrungen und Auszeichnungen
- Im Rahmen der 1200-Jahr-Feier am 24. August 2017 wurde Heinrich Haupt zum Ehrenbürgermeister seiner Heimatgemeinde Bad Zwesten ernannt.
- Verdienstorden der Bundesrepublik Deutschland am Bande, verliehen am 28. Januar 2012.[1]

## Weblink
- Heinrich Haupt. Abgeordnete. In: Hessische Parlamentarismusgeschichte Online. HLGL & Uni Marburg, abgerufen am 26. Mai 2024 (Stand 28. November 2023).